# Piotr Lubawin
Piotr Mitrofanowicz Lubawin (ros. Пётр Митрофа́нович Люба́вин, ur. 1896 w Woroneżu, zm. 4 sierpnia 1941 k. Humania) – radziecki polityk, członek KC WKP(b) (1939–1941), zastępca członka Biura Politycznego KC KP(b)U (1940–1941).
Od czerwca do listopada 1917 służył w rosyjskiej armii, 1918–1919 w Armii Czerwonej, od 1919 w RKP(b). 1919-1928 w Czece, wojskach pogranicznych, 1928–1930 kierownik wydziału kadr okręgowego komitetu KP(b)U w Połtawie, później inżynier mechanik w Dnieprodzierżyńsku, do 1936 studiował w Instytucie Chemiczno-Technologicznym w Dniepropetrowsku. Od 1936 kierownik wydziału przemysłowo-transportowego i sekretarz Komitetu Miejskiego KP(b)U w Dniepropetrowsku, potem III sekretarz Dniepropetrowskiego Komitetu Obwodowego KP(b)U. Od kwietnia do 9 czerwca 1938 II sekretarz Donieckiego Komitetu Obwodowego KP(b)U, od 18 czerwca 1938 do śmierci członek KC KP(b)U, od 18 czerwca 1940 do 13 maja 1940 członek Biura Organizacyjnego KC KP(b)U. Od 7 czerwca do 13 listopada 1938 I sekretarz Komitetu Obwodowego KP(b)U w Woroszyłowgradzie (obecnie Ługańsk), od 12 listopada 1938 do śmierci I sekretarz Komitetu Obwodowego KP(b)U w Stalino (obecnie Donieck). Od 21 marca 1939 do śmierci członek KC WKP(b), od 17 maja 1940 do śmierci zastępca członka Biura Politycznego KC KP(b)U. 7 lutego 1939 odznaczony Orderem Lenina. W 1941 członek Rady Wojskowej 12 Armii Frontu Południowo-Zachodniego. Poległ.